# Štefan Gerec
Štefan Gerec (sinh 10 tháng 11 năm 1992) là một tiền đạo bóng đá Slovakia hiện tại thi đấu cho MFK Ružomberok.

## Câu lạc bộ
Anh ra mắt cho MFK Ružomberok trước FK Dukla Banská Bystrica ngày 28 tháng 7 năm 2012.